# Spodnja Bilpa
Spodnja Bilpa je naselje v občini Kočevje.
Pri Spodnji Bilpi se nahaja v soteski Kolpe pod 75 m visoko zatrepno steno izvir Bilpe, ki je del sistema ponikalnice Rinže.